# Coupe d'Europe de ski alpin 2011-2012
Navigation
Édition précédente Édition suivante
La Coupe d'Europe de ski alpin 2011-2012 est la 41e édition de la Coupe d'Europe de ski alpin, compétition de ski alpin organisée annuellement. Elle se déroule du 5 décembre 2011 au 18 mars 2012 dans vingt-neuf stations européennes réparties dans neuf pays. Ce sont l'italienne Lisa Magdalena Agerer et l'autrichien Florian Scheiber qui remportent les classements généraux.

## Déroulement de la saison
Le début de saison est très perturbé par le manque de neige en Europe, et les épreuves de Ruka, Levi, Reiteralm, Kvitfjell et Åre sont successivement annulées,,.
La saison débute finalement à Trysil par quatre épreuves masculines (deux géants puis deux slaloms) du 5 au 8 décembre 2011 et à Zinal les 6 et 7 décembre avec deux slaloms féminins. Elle comporte, après annulations et reports, seize étapes masculines et quinze étapes féminines pour respectivement trente-cinq et trente-deux courses. Les finales se déroulent du 15 au 18 mars 2012 dans la Vallée d'Aoste, sur trois sites différents : dans la station de Gressan pour les descente, super-G et slalom géant féminins, dans celle de La Thuile pour ces mêmes épreuves masculines et à Courmayeur pour les deux slaloms.

### Saison des messieurs
| \| Trysil Åre Pamporovo \| Sites des compétitions en Europe (hors des Alpes) |
| Trysil Åre Pamporovo                                                         |

| \| Reiteralm Obereggen Pozza di Fassa Madonna di Campiglio Plan de Corones Val d'Isère Méribel Lenzerheide Zell am See Altenmarkt im Pongau Santa Caterina Sarentino Oberjoch Monte Pora Sella Nevea Kransjka Gora La Thuile Courmayeur \| Les sites des compétitions situés dans les Alpes |
| Reiteralm Obereggen Pozza di Fassa Madonna di Campiglio Plan de Corones Val d'Isère Méribel Lenzerheide Zell am See Altenmarkt im Pongau Santa Caterina Sarentino Oberjoch Monte Pora Sella Nevea Kransjka Gora La Thuile Courmayeur                                                        |

### Saison des dames
| \| Ruka Levi Kvitfjell \| Sites des compétitions en Fennoscandinavie |
| Ruka Levi Kvitfjell                                                  |

| \| Zinal Außervillgraten Valtournenche Schruns Bad Kleinkirchheim St-Moritz Melchsee-Frutt Courchevel San Candido Jasná Bad Wiessee Sella Nevea Andalo Abetone Pila Courmayeur \| Les sites des compétitions situés dans les Alpes |
| Zinal Außervillgraten Valtournenche Schruns Bad Kleinkirchheim St-Moritz Melchsee-Frutt Courchevel San Candido Jasná Bad Wiessee Sella Nevea Andalo Abetone Pila Courmayeur                                                        |

## Classement général
| Rang | Nom                   | Points | Victoire(s) | Podium(s) |
| ---- | --------------------- | ------ | ----------- | --------- |
| 1    | Florian Scheiber      | 871    | 5           | 7         |
| 2    | Stefan Luitz          | 759    | 2           | 5         |
| 3    | Sergei Maitakov       | 703    | 3           | 4         |
| 4    | Victor Muffat-Jeandet | 666    | 1           | 2         |
| 5    | Nicolas Thoule        | 608    | 1           | 3         |
| 6    | Roberto Nani          | 548    | 1           | 3         |
| 7    | Luca De Aliprandini   | 509    |             | 3         |
| 8    | Mattia Casse          | 498    | 1           | 6         |
| 9    | Johannes Kröll        | 483    |             | 3         |
| 10   | Frederic Berthold     | 480    | 1           | 3         |

| Rang | Nom                   | Points | Victoire(s) | Podium(s) |
| ---- | --------------------- | ------ | ----------- | --------- |
| 1    | Lisa Magdalena Agerer | 1029   | 8           | 9         |
| 2    | Enrica Cipriani       | 661    | 1           | 5         |
| 3    | Sofia Goggia          | 515    | 1           | 3         |
| 4    | Simona Hösl           | 486    |             | 5         |
| 5    | Jennifer Piot         | 475    | 1           | 1         |
| 6    | Ana Drev              | 452    | 2           | 1         |
| 7    | Veronika Zuzulová     | 409    | 3           | 1         |
| 8    | Maruša Ferk           | 399    | 2           | 3         |
| 9    | Jasmine Flury         | 390    |             | 2         |
| 10   | Therese Borssen       | 376    | 1           | 4         |

## Classements de chaque discipline
Les noms en gras remportent les titres des disciplines.

### Descente
| Rang | Nom                | Points | Victoire(s) | Podium(s) |
| ---- | ------------------ | ------ | ----------- | --------- |
| 1    | Johannes Kröll     | 415    | 3           | 3         |
| 2    | Florian Scheiber   | 328    | 1           | 3         |
| 3    | Josef Ferstl       | 295    | 1           | 2         |
| 4    | Patrick Schweiger  | 258    |             | 1         |
| 5    | Frederic Berthold  | 235    |             | 1         |
| 6    | Mattia Casse       | 220    | 1           | 3         |
| 7    | Markus Dürager     | 187    |             | 1         |
| 8    | Alexandre Bouillot | 170    |             | 1         |
| 9    | Ralph Weber        | 155    |             | 1         |
| 10   | Vitus Lüönd        | 154    |             |           |

| Rang | Nom                   | Points | Victoire(s) | Podium(s) |
| ---- | --------------------- | ------ | ----------- | --------- |
| 1    | Lisa Magdalena Agerer | 300    | 3           | 3         |
| 2    | Enrica Cipriani       | 245    |             | 2         |
| 3    | Mirena Küng           | 202    | 1           | 1         |
| 4    | Jennifer Piot         | 191    |             | 1         |
| 5    | Mirjam Puchner        | 138    |             |           |
| 6    | Priska Nufer          | 135    |             |           |
| 7    | Klára Křížová         | 130    |             |           |
| 8    | Camilla Borsotti      | 120    |             | 1         |
| 9    | Vanja Brodnik         | 119    |             |           |
| 10   | Jasmine Flury         | 115    |             | 1         |

### Super G
| Rang | Nom                   | Points | Victoire(s) | Podium(s) |
| ---- | --------------------- | ------ | ----------- | --------- |
| 1    | Florian Scheiber      | 450    | 4           | 4         |
| 2    | Mattia Casse          | 256    |             | 3         |
| 3    | Gauthier de Tessières | 245    | 2           | 2         |
| 4    | Otmar Striedinger     | 187    |             | 1         |
| 5    | Silvano Varettoni     | 173    | 1           | 2         |
| 6    | Patrick Staudacher    | 167    |             |           |
| 7    | Thomas Tumler         | 155    |             |           |
| 7    | Bernhard Graf         | 155    |             | 1         |
|      | Josef Ferstl          | 150    |             | 1         |
| 10   | Alexandre Bouillot    | 140    |             |           |

| Rang | Nom                   | Points | Victoire(s) | Podium(s) |
| ---- | --------------------- | ------ | ----------- | --------- |
| 1    | Enrica Cipriani       | 240    | 1           | 2         |
| 2    | Romane Miradoli       | 236    | 1           | 2         |
| 3    | Sofia Goggia          | 235    |             | 2         |
| 4    | Jasmine Flury         | 219    |             | 1         |
| 5    | Jennifer Piot         | 193    | 1           | 1         |
| 6    | Lisa Magdalena Agerer | 180    | 1           | 2         |
| 7    | Cornelia Hütter       | 170    |             |           |
| 7    | Camilla Borsotti      | 170    |             | 2         |
| 9    | Ilka Stuhec           | 152    |             | 1         |
| 10   | Denise Feierabend     | 140    | 1           | 1         |

### Géant
| Rang | Nom                 | Points | Victoire(s) | Podium(s) |
| ---- | ------------------- | ------ | ----------- | --------- |
| 1    | Sergei Maitakov     | 474    | 3           | 3         |
| 2    | Marcel Mathis       | 447    | 2           | 4         |
| 3    | Luca De Aliprandini | 379    |             | 3         |
| 4    | Mathieu Faivre      | 363    | 1           | 1         |
| 5    | Stefan Luitz        | 361    | 1           | 3         |
| 6    | Janez Jazbec        | 300    | 1           | 2         |
| 7    | Thomas Tumler       | 284    |             | 3         |
| 8    | Gino Caviezel       | 210    |             |           |
| 9    | Roberto Nani        | 191    |             | 1         |
| 10   | Cyprien Richard     | 185    |             | 2         |

| Rang | Nom                     | Points | Victoire(s) | Podium(s) |
| ---- | ----------------------- | ------ | ----------- | --------- |
| 1    | Lisa Magdalena Agerer   | 549    | 4           | 4         |
| 2    | Simona Hösl             | 464    |             | 5         |
| 3    | Ana Drev                | 444    | 2           | 3         |
| 4    | Bernadette Schild       | 311    | 1           | 3         |
| 5    | Barbara Wirth           | 272    |             | 2         |
| 6    | Adeline Baud            | 245    |             |           |
| 7    | Sara Hector             | 223    |             |           |
| 8    | Sabrina Fanchini        | 217    |             | 1         |
| 9    | Lotte Smiseth Sejersted | 210    | 1           | 2         |
| 10   | Corinne Suter           | 207    | 1           | 1         |

### Slalom
| Rang | Nom                   | Points | Victoire(s) | Podium(s) |
| ---- | --------------------- | ------ | ----------- | --------- |
| 1    | Victor Muffat-Jeandet | 431    | 1           | 2         |
| 2    | Stefan Luitz          | 398    | 1           | 2         |
| 3    | Nicolas Thoule        | 389    | 1           | 2         |
| 4    | Roberto Nani          | 357    | 1           | 2         |
| 5    | Truls Johansen        | 317    | 1           | 3         |
| 6    | Henrik Kristoffersen  | 270    | 2           | 2         |
| 7    | Kryštof Krýzl         | 250    |             | 3         |
| 8    | Lars Elton Myhre      | 236    | 2           | 2         |
| 9    | Sergei Maitakov       | 216    |             | 1         |
| 10   | Philipp Schmid        | 198    |             |           |

| Rang | Nom                | Points | Victoire(s) | Podium(s) |
| ---- | ------------------ | ------ | ----------- | --------- |
| 1    | Veronika Zuzulová  | 380    | 3           | 4         |
| 2    | Therese Borssen    | 376    | 1           | 4         |
| 3    | Emelie Wikström    | 308    | 1           | 3         |
| 4    | Anna Swenn-Larsson | 302    |             | 2         |
| 5    | Irene Curtoni      | 255    | 1           | 1         |
| 6    | Maruša Ferk        | 216    | 1           | 2         |
| 7    | Frida Hansdotter   | 195    |             |           |
| 8    | Veronica Smedh     | 191    |             |           |
| 9    | Barbora Lukácová   | 184    |             | 2         |
| 10   | Monica Hübner      | 181    |             |           |

### Combiné
| Rang | Nom                | Points | Victoire(s) | Podium(s) |
| ---- | ------------------ | ------ | ----------- | --------- |
| 1    | Vincent Kriechmayr | 140    | 1           | 1         |
| 2    | Frederic Berthold  | 132    | 1           | 1         |
| 3    | Manuel Wieser      | 90     |             | 1         |
| 3    | Christian Spescha  | 90     |             |           |
| 5    | Adam Peraudo       | 80     |             | 1         |
| 6    | Hagen Patscheider  | 74     |             | 1         |
| 7    | François Place     | 60     |             | 1         |
| 8    | Nils Mani          | 56     |             |           |
| 9    | Nicolas Thoule     | 51     |             |           |
| 10   | Patrick Schweiger  | 49     |             |           |

| Rang | Nom                | Points | Victoire(s) | Podium(s) |
| ---- | ------------------ | ------ | ----------- | --------- |
| 1    | Sofia Goggia       | 140    | 1           | 1         |
| 2    | Ricarda Haaser     | 125    |             | 1         |
| 3    | Ramona Siebenhofer | 110    |             | 1         |
| 4    | Maruša Ferk        | 100    | 1           | 1         |
| 5    | Lisa-Maria Zeller  | 95     |             |           |
| 6    | Ilka Stuhec        | 80     |             | 1         |
| 7    | Enrica Cipriani    | 65     |             |           |
| 8    | Estelle Alphand    | 64     |             |           |
| 9    | Janina Schenk      | 60     |             | 1         |
| 10   | Jasmine Flury      | 55     |             |           |

## Calendrier et résultats

### Messieurs
| N°      | Lieu                  | Date             | Épreuve          | Vainqueur                                                               | Deuxième                                                                | Troisième                                                               |
| ------- | --------------------- | ---------------- | ---------------- | ----------------------------------------------------------------------- | ----------------------------------------------------------------------- | ----------------------------------------------------------------------- |
| -       | Reiteralm             | 29 novembre 2011 | Descente         | Épreuve annulée, remplacée par Altenmarkt-Zauchensee le 27 janvier 2012 | Épreuve annulée, remplacée par Altenmarkt-Zauchensee le 27 janvier 2012 | Épreuve annulée, remplacée par Altenmarkt-Zauchensee le 27 janvier 2012 |
| -       | Reiteralm             | 20 novembre 2011 | Super-G          | Épreuve annulée, remplacée par Santa Caterina le 1er février 2012       | Épreuve annulée, remplacée par Santa Caterina le 1er février 2012       | Épreuve annulée, remplacée par Santa Caterina le 1er février 2012       |
| 1       | Trysil                | 5 décembre 2011  | Géant            | Marcel Mathis                                                           | Emil Bjørtomt Kristiansen                                               | Stefan Luitz                                                            |
| 2       | Trysil                | 6 décembre 2011  | Géant            | Stefan Luitz                                                            | Roberto Nani                                                            | Adam Peraudo                                                            |
| 3       | Trysil                | 7 décembre 2011  | Slalom           | Lars Elton Myhre                                                        | Truls Johansen                                                          | Matic Skube                                                             |
| 4       | Trysil                | 8 décembre 2011  | Slalom           | Lars Elton Myhre                                                        | Roberto Nani                                                            | Truls Johansen                                                          |
| -       | Åre                   | 8 décembre 2011  | Géant            | Épreuve annulée, remplacée par Trysil le 6 décembre 2011                | Épreuve annulée, remplacée par Trysil le 6 décembre 2011                | Épreuve annulée, remplacée par Trysil le 6 décembre 2011                |
| -       | Åre                   | 9 décembre 2011  | Slalom           | Épreuve annulée, remplacée par Trysil le 7 décembre 2011                | Épreuve annulée, remplacée par Trysil le 7 décembre 2011                | Épreuve annulée, remplacée par Trysil le 7 décembre 2011                |
| 5       | Obereggen             | 14 décembre 2011 | Slalom           | Patrick Thaler                                                          | Will Gregorak                                                           | Cristian Deville                                                        |
| 6       | Pozza di Fassa        | 14 décembre 2011 | Slalom           | Axel Bäck                                                               | Stefan Luitz                                                            | Will Brandenburg                                                        |
| -       | Madonna di Campiglio  | 29 décembre 2011 | Descente         | Épreuve annulée                                                         | Épreuve annulée                                                         | Épreuve annulée                                                         |
| -       | Madonna di Campiglio  | 20 décembre 2011 | Descente         | Épreuve annulée                                                         | Épreuve annulée                                                         | Épreuve annulée                                                         |
| 7       | Madonna di Campiglio  | 22 décembre 2011 | Slalom           | Victor Muffat-Jeandet                                                   | Thomas Mermillod-Blondin                                                | Kryštof Krýzl                                                           |
| 8       | Kronplatz             | 14 décembre 2011 | Slalom parallèle | Johan Pietilä Holmner                                                   | Miha Kürner                                                             | Martin Bischof                                                          |
| 9       | Val-d'Isère           | 11 janvier 2012  | Descente         | Johannes Kröll                                                          | Markus Dürager                                                          | Mattia Casse                                                            |
| 10      | Val-d'Isère           | 11 janvier 2012  | Descente         | Johannes Kröll                                                          | Patrick Schweiger                                                       | Mattia Casse                                                            |
| 11      | Méribel               | 14 janvier 2012  | Super-G          | Florian Scheiber                                                        | Andy Plank                                                              | Mattia Casse                                                            |
| 12      | Méribel               | 15 janvier 2012  | Géant            | Janez Jazbec                                                            | Cyprien Richard                                                         | Thomas Tumler                                                           |
| 13      | Méribel               | 16 janvier 2012  | Slalom           | Truls Johansen                                                          | Kryštof Krýzl                                                           | Wolfgang Hörl                                                           |
| 14      | Lenzerheide           | 18 janvier 2012  | Géant            | Sergei Maitakov                                                         | Marcel Mathis                                                           | Stefan Luitz                                                            |
| 15      | Lenzerheide           | 19 janvier 2012  | Slalom           | Roberto Nani                                                            | Sergei Maitakov                                                         | Kryštof Krýzl                                                           |
| 16      | Zell am See           | 23 janvier 2012  | Géant            | Tommy Ford                                                              | Nicolas Thoule                                                          | Cyprien Richard Adam Žampa                                              |
| 17      | Zell am See           | 24 janvier 2012  | Slalom           | Stefan Luitz                                                            | Nicolas Thoule                                                          | Riccardo Tonetti                                                        |
| 18      | Altenmarkt-Zauchensee | 26 janvier 2012  | Descente         | Josef Ferstl                                                            | Florian Scheiber                                                        | Alexandre Bouillot                                                      |
| 19      | Altenmarkt-Zauchensee | 27 janvier 2012  | Descente         | Johannes Kröll                                                          | Brice Roger                                                             | Josef Ferstl                                                            |
| -       | Altenmarkt-Zauchensee | 27 janvier 2012  | Super-G          | Épreuve annulée, remplacée par Santa Caterina le 2 février 2012         | Épreuve annulée, remplacée par Santa Caterina le 2 février 2012         | Épreuve annulée, remplacée par Santa Caterina le 2 février 2012         |
| 20      | Santa Caterina        | 1er février 2012 | Super-G          | Florian Scheiber                                                        | Mattia Casse                                                            | Josef Ferstl                                                            |
| 21      | Santa Caterina        | 2 février 2012   | Super-G          | Gauthier de Tessières Florian Scheiber                                  |                                                                         | Otmar Striedinger                                                       |
| 22      | Sarentino             | 8 février 2012   | Descente         | Florian Scheiber                                                        | Frederic Berthold Ralph Weber                                           |                                                                         |
| 23      | Sarentino             | 9 février 2012   | Combiné          | Frederic Berthold                                                       | Manuel Wieser                                                           | Hagen Patscheider                                                       |
| 24      | Sarentino             | 10 février 2012  | Super-G          | Silvano Varettoni                                                       | Thomas Dreßen                                                           | Frederic Berthold                                                       |
| 25      | Pamporovo             | 12 février 2012  | Slalom           | Henrik Kristoffersen                                                    | Naoki Yuasa                                                             | François Place                                                          |
| 26      | Pamporovo             | 13 février 2012  | Slalom           | Henrik Kristoffersen                                                    | Reinfried Herbst                                                        | Santeri Paloniemi                                                       |
| 27      | Oberjoch              | 17 février 2012  | Géant            | Mathieu Faivre'                                                         | Marcel Mathis                                                           | Luca De Aliprandini                                                     |
| -       | Oberjoch              | 17 février 2012  | Slalom           | Épreuve annulée                                                         | Épreuve annulée                                                         | Épreuve annulée                                                         |
| -       | Monte Pora            | 19 février 2012  | Géant            | Épreuve annulée remplacée par Sella Nevea le 24 février 2019            | Épreuve annulée remplacée par Sella Nevea le 24 février 2019            | Épreuve annulée remplacée par Sella Nevea le 24 février 2019            |
| -       | Monte Pora            | 20 février 2012  | Slalom           | Épreuve annulée                                                         | Épreuve annulée                                                         | Épreuve annulée                                                         |
| 28      | Sella Nevea           | 22 février 2012  | Super-G          | Gauthier de Tessières                                                   | Mattia Casse                                                            | Bernhard Graf                                                           |
| 29      | Sella Nevea           | 23 février 2012  | Combiné          | Vincent Kriechmayr                                                      | Adam Peraudo                                                            | François Place                                                          |
| 30      | Sella Nevea           | 24 février 2012  | Géant            | Marcel Mathis                                                           | Janez Jazbec                                                            | Markus Nilsen                                                           |
| 31      | Kranjska Gora         | 12 mars 2012     | Géant            | Sergei Maitakov                                                         | Luca De Aliprandini                                                     | Thomas Tumler                                                           |
| Finales |                       |                  |                  |                                                                         |                                                                         |                                                                         |
| 32      | La Thuile             | 15 mars 2012     | Descente         | Mattia Casse                                                            | Christian Spescha                                                       | Florian Scheiber                                                        |
| 33      | La Thuile             | 16 mars 2012     | Super-G          | Florian Scheiber                                                        | Thomas Tumler                                                           | Silvano Varettoni                                                       |
| 34      | La Thuile             | 17 mars 2012     | Géant            | Sergei Maitakov                                                         | Thomas Tumler                                                           | Luca De Aliprandini                                                     |
| 35      | Courmayeur            | 18 mars 2012     | Slalom           | Nicolas Thoule                                                          | Victor Muffat-Jeandet                                                   | Stefan Luitz                                                            |

### Dames
| N°      | Lieu               | Date             | Épreuve  | Vainqueur                                                             | Deuxième                                                              | Troisième                                                             |
| ------- | ------------------ | ---------------- | -------- | --------------------------------------------------------------------- | --------------------------------------------------------------------- | --------------------------------------------------------------------- |
| -       | Ruka               | 23 novembre 2011 | Slalom   | Épreuve annulée, remplacée par Zinal le 6 décembre 2012               | Épreuve annulée, remplacée par Zinal le 6 décembre 2012               | Épreuve annulée, remplacée par Zinal le 6 décembre 2012               |
|         | Ruka               | 24 novembre 2011 | Slalom   | Épreuve annulée, remplacée par Zinal le 7 décembre 2012               | Épreuve annulée, remplacée par Zinal le 7 décembre 2012               | Épreuve annulée, remplacée par Zinal le 7 décembre 2012               |
| -       | Levi               | 26 novembre 2011 | Slalom   | Épreuve annulée, remplacée par Zinal le 14 décembre 2012              | Épreuve annulée, remplacée par Zinal le 14 décembre 2012              | Épreuve annulée, remplacée par Zinal le 14 décembre 2012              |
|         | Levi               | 27 novembre 2011 | Slalom   | Épreuve annulée, remplacée par Zinal le 15 décembre 2012              | Épreuve annulée, remplacée par Zinal le 15 décembre 2012              | Épreuve annulée, remplacée par Zinal le 15 décembre 2012              |
| -       | Kvitfjell          | 2 décembre 2011  | Géant    | Épreuves annulées                                                     | Épreuves annulées                                                     | Épreuves annulées                                                     |
|         | Kvitfjell          | 3 décembre 2011  | Combiné  | Épreuves annulées                                                     | Épreuves annulées                                                     | Épreuves annulées                                                     |
|         | Kvitfjell          | 4 décembre 2011  | Super-G  | Épreuve annulée, remplacées par Bad Kleinkirchheim le 12 janvier 2012 | Épreuve annulée, remplacées par Bad Kleinkirchheim le 12 janvier 2012 | Épreuve annulée, remplacées par Bad Kleinkirchheim le 12 janvier 2012 |
| 1       | Zinal              | 6 décembre 2011  | Slalom   | Veronika Zuzulová                                                     | Anna Swenn-Larsson                                                    | Sandrine Aubert                                                       |
| 2       | Zinal              | 7 décembre 2011  | Slalom   | Irene Curtoni                                                         | Ramona Siebenhofer                                                    | Emelie Wikström                                                       |
| 3       | Zinal              | 14 décembre 2011 | Géant    | Bernadette Schild                                                     | Kajsa Kling                                                           | Simona Hösl                                                           |
| 4       | Zinal              | 15 décembre 2011 | Géant    | Lotte Smiseth Sejersted                                               | Barbara Wirth                                                         | Frida Hansdotter                                                      |
| -       | Außervillgraten    | 16 décembre 2011 | Super-G  | Épreuve annulée, remplacée par Jasná le 7 février 2012                | Épreuve annulée, remplacée par Jasná le 7 février 2012                | Épreuve annulée, remplacée par Jasná le 7 février 2012                |
|         | Außervillgraten    | 17 décembre 2011 | Super-G  | Épreuve annulée, remplacée par Sella Nevea le 14 février 2012         | Épreuve annulée, remplacée par Sella Nevea le 14 février 2012         | Épreuve annulée, remplacée par Sella Nevea le 14 février 2012         |
| 5       | Valtournenche      | 18 décembre 2011 | Géant    | Ana Drev                                                              | Simona Hösl Carolina Ruiz Castillo                                    |                                                                       |
| 6       | Valtournenche      | 19 décembre 2011 | Géant    | Corinne Suter                                                         | Ana Drev                                                              | Lotte Smiseth Sejersted                                               |
| -       | Schruns            | 20 décembre 2011 | Géant    | Épreuve annulée, remplacée par Andalo le 24 février 2012              | Épreuve annulée, remplacée par Andalo le 24 février 2012              | Épreuve annulée, remplacée par Andalo le 24 février 2012              |
| -       | Schruns            | 21 décembre 2011 | Slalom   | Épreuve annulée                                                       | Épreuve annulée                                                       | Épreuve annulée                                                       |
| 7       | Bad Kleinkirchheim | 11 janvier 2012  | Descente | Mirena Küng                                                           | Jennifer Piot                                                         | Cornelia Hütter                                                       |
| 8       | Bad Kleinkirchheim | 12 janvier 2012  | Super-G  | Jennifer Piot                                                         | Anna Hofer                                                            | Adeline Baud                                                          |
| 9       | Bad Kleinkirchheim | 13 janvier 2012  | Super-G  | Denise Feierabend                                                     | Larisa Yurkiw                                                         | Camilla Borsotti                                                      |
| -       | Saint-Moritz       | 21 janvier 2012  | Descente | Épreuve annulée                                                       | Épreuve annulée                                                       | Épreuve annulée                                                       |
| 10      | Saint-Moritz       | 22 janvier 2012  | Descente | Carolina Ruiz Castillo                                                | Marion Pellissier                                                     | Alice McKennis                                                        |
| 11      | Melchsee-Frutt     | 26 janvier 2012  | Slalom   | Veronika Zuzulová                                                     | Emelie Wikström                                                       | Therese Borssen                                                       |
| 12      | Melchsee-Frutt     | 27 janvier 2012  | Slalom   | Therese Borssén                                                       | Veronika Zuzulová                                                     | Anna Swenn-Larsson                                                    |
| 13      | Courchevel         | 30 janvier 2012  | Géant    | Ana Drev                                                              | Simona Hösl                                                           | Eva-Maria Brem                                                        |
| -       | Courchevel         | 31 janvier 2012  | Géant    | Épreuve annulée, remplacée par Andalo le 25 février 2012,             | Épreuve annulée, remplacée par Andalo le 25 février 2012,             | Épreuve annulée, remplacée par Andalo le 25 février 2012,             |
| 14      | San Candido        | 2 février 2012   | Slalom   | Veronika Zuzulová                                                     | Marie-Michèle Gagnon                                                  | Therese Borssén                                                       |
| 15      | San Candido        | 3 février 2012   | Slalom   | Emelie Wikström                                                       | Therese Borssén                                                       | Carmen Thalmann                                                       |
| 16      | Jasná              | 7 février 2012   | Super-G  | Romane Miradoli                                                       | Ilka Štuhec                                                           | Jasmine Flury                                                         |
| 17      | Jasná              | 8 février 2012   | Super-G  | Enrica Cipriani                                                       | Romane Miradoli                                                       | Sofia Goggia                                                          |
| 18      | Jasná              | 8 février 2012   | Combiné  | Maruša Ferk                                                           | Ilka Štuhec                                                           | Ramona Siebenhofer                                                    |
| 19      | Bad Wiessee        | 10 février 2012  | Slalom   | Nina Løseth                                                           | Maruša Ferk                                                           | Barbora Lukácová                                                      |
| 20      | Bad Wiessee        | 11 février 2012  | Slalom   | Maruša Ferk                                                           | Barbora Lukáčová                                                      | Rebecca Bühler                                                        |
| 21      | Sella Nevea        | 14 février 2012  | Super-G  | Lisa Magdalena Agerer                                                 | Sofia Goggia                                                          | Enrica Cipriani                                                       |
| 22      | Sella Nevea        | 14 février 2012  | Combiné  | Sofia Goggia                                                          | Ricarda Haaser                                                        | Janina Schenk                                                         |
| 23      | Sella Nevea        | 17 février 2012  | Descente | Lisa Magdalena Agerer                                                 | Enrica Cipriani                                                       | Joana Hählen                                                          |
| 24      | Sella Nevea        | 18 février 2012  | Descente | Lisa Magdalena Agerer                                                 | Jasmine Flury                                                         | Enrica Cipriani                                                       |
| 25      | Andalo             | 24 février 2012  | Géant    | Lisa Magdalena Agerer                                                 | Bernadette Schild                                                     | Adeline Baud                                                          |
| 26      | Andalo             | 25 février 2012  | Géant    | Lisa Magdalena Agerer                                                 | Bernadette Schild                                                     | Eva-Maria Brem                                                        |
| 27      | Abetone            | 27 février 2012  | Géant    | Lisa Magdalena Agerer                                                 | Simona Hösl                                                           | Enrica Cipriani                                                       |
| 28      | Abetone            | 28 février 2012  | Géant    | Lisa Magdalena Agerer                                                 | Nadia Fanchini                                                        | Simona Hösl                                                           |
| Finales |                    |                  |          |                                                                       |                                                                       |                                                                       |
| 29      | Pila               | 14 mars 2012     | Descente | Lisa Magdalena Agerer                                                 | Camilla Borsotti                                                      | Ilka Štuhec                                                           |
| 30      | Pila               | 14 mars 2012     | Super-G  | Elena Fanchini                                                        | Lisa Magdalena Agerer                                                 | Camilla Borsotti                                                      |
| 31      | Pila               | 17 mars 2012     | Géant    | Veronique Hronek                                                      | Barbara Wirth                                                         | Marion Bertrand                                                       |
| 32      | Courmayeur         | 18 mars 2012     | Slalom   | Michela Azzola                                                        | Nathalie Eklund                                                       | Fanny Chmelar                                                         |